# Artzentales
Artzentales è un comune spagnolo di 655 abitanti situato nella comunità autonoma dei Paesi Baschi.